# Sanitarno inženirstvo
Sanitarni inženir je zdravstveni delavec, ki se ukvarja z zdravstveno-ekološko problematiko, zna reševati higiensko-tehnične in ekološke probleme notranjega in zunanjega okolja in je posebej usposobljen za obvladovanje higienskih problemov v objektih, procesih in dejavnostih, ki so pomembne za ohranjanje zdravega življenjskega okolja. Sanitarni inženir se je tradicionalno uveljavil v našem prostoru (predvsem na območju JV Evrope). Pri svojem delu se poslužuje epidemioloških metod in ukrepov na preventivnem nivoju. Obvladuje tako nalezljive kot nenalezljive agense. Zna zdravstveno razmišljati in inženirsko pristopiti k razreševanju higienskih problemov. Zna preprečevati škodljive vplive okolja na človeka in škodljive posledice človekovih posegov na okolje. Pri svojem delu povezuje pridobljena znanja na higiensko-epidemioloških, ekološko inženirskih in upravno pravnih področjih.

## Zgodovina poklica
Koncept dela sanitarnega inženirja izvira iz ZDA, kjer so v začetku dvajsetega stoletja oblikovali profil tehničnega strokovnjaka za javno zdravje, ki se ukvarja z reševanjem zdravstvenih problemov preskrbe s pitno vodo, osebno higieno, ravnanjem z odpadki in odpadnimi vodami, zraka, hišno higieno, kontrolo hrupa in radioaktivnosti. V letih 1977–1983 je vlogo sanitarnega inženirja kot zdravstvenega strokovnjaka prepoznala tudi Svetovna Zdravstvena Organizacija.

## Možnosti zaposlitve
Sanitarni inženir se lahko zaposli v organizacijah, ki se ukvarjajo z varovanjem javnega zdravja ali varovanjem okolja, javni zdravstveni zavodi, inštituti, projektantska podjetja, podjetja, ki s svojo proizvodno tehnologijo vplivajo na človekovo okolje, podjetja s področja proizvodnje in prometa z živili, podjetja, ki se ukvarjajo s higienizacijo, prometom s strupi in kemikalijami, vrtci, domovi za starejše občane, kopališča, zdravilišča, komunalna podjetja in javna uprava.

## Študijski program
Prenovljeni univerzitetni študijski program Sanitarno inženirstvo (Univerza v Ljubljani, Zdravstvena fakulteta) predstavlja posodobitev učnih vsebin kot tudi izobraževalne filozofije z uvajanjem sodobnejših izobraževalnih metod. Vsebina študija je zasnovana tako, da študent pridobi bazična znanja s področij naravoslovnih ved, ki jih aplicira na področje sanitarnega inženirstva, osvoji etične, družbene in pravne okvire v povezavi z zdravjem in okoljem; v okviru zdravstvenih vsebin osvoji osnove delovanja človekovega telesa, seznani se z obvladovanjem bioloških, kemijskih in fizikalnih agensov, epidemiologijo nalezljivih in nenalezljivih bolezni ter higieno, kar vse nadgradi z inženirskimi znanji, ki mu služijo pri pripravi tehničnih in tehnoloških rešitev okoljskih in zdravstvenih problemov. 

### Oblike študija
Univerzitetni študijski program Sanitarno inženirstvo obsega v vsakem od štirih letnikov 60 kreditnih točk študijskih obveznosti po ECTS (European Credit Transfer System). Skupen obseg študijskih obveznosti je 240 ECTS. Od skupnega števila kreditnih točk je 213 (88,75 %) obveznih vsebin in 27 (11,25 %) izbirnih vsebin. Obseg praktičnega usposabljanja v delovnem okolju je ovrednoten z 18 ECTS, kar v celotnem programu predstavlja 13,3 % delež. Usposabljanje poteka v učnih bazah šole pod vodstvom mentorjev, in sicer po drugem in tretjem ter v četrtem letniku v skupnem obsegu 540 ur ali 14 tednov. Vsebinska področja praktičnega usposabljanja se navezujejo na vsebino predmetov, ki jih študentje poslušajo v posameznem letniku in na strokovno specifične kompetence, ki jih študent skozi program postopoma pridobiva.

### Nadaljnji razvoj študijskega programa
Pripravlja se tudi študij sanitarnega inženirstva na drugi bolonjski stopnji. Študij za pridobitev naziva magister stroke bo trajal še dodatno leto po zaključku prve stopnje, študentje pa bodo glede na svoje zanimanje izbrali posamezno študijsko področje, v okviru katerega bodo še poglobili pridobljena znanja. Glede na trenutno veljavno zakonodajo in na predvidene vstopne pogoje se bodo v študij na drugi stopnji (magisterij stroke) lahko vključili tudi diplomanti visokošolskega strokovnega študijskega programa Sanitarno inženirstvo.